# Anthene kikuyu
Anthene kikuyu är en fjärilsart som beskrevs av Bethune-Baker 1910. Anthene kikuyu ingår i släktet Anthene och familjen juvelvingar. Inga underarter finns listade i Catalogue of Life.